# Moon Day
Moon Day ist ein Jazzalbum von Binker Golding, John Edwards und Steve Noble. Die 2020 entstandenen Aufnahmen erschienen am 23. April 2021 auf dem Label Byrd Out in einer limitierten Vinyl-Auflage und in digitaler Form auf Bandcamp, begleitet von „For S.K. (Stage H Edit)“ als digitale Single, die vorab am 3. März 2021 erschien.

## Hintergrund
Saxophonist Binker Golding spielte bei improvisierten Studiosessions mit dem Kontrabassisten John Edwards und dem Schlagzeuger Steve Noble. Sie wurden im Jahr 2020 während gelegentlicher Unterbrechungen der Lockdowns infolge der COVID-19-Pandemie im Vereinigten Königreich aufgezeichnet.
Albumtitel und das von Binker Golding gestaltete Albumcover spielen mit dem Zeitgeist des Postfaktischen, wobei der erste große Mondschwindel von 1835 als Bezugspunkt verwendet wird.

## Titelliste

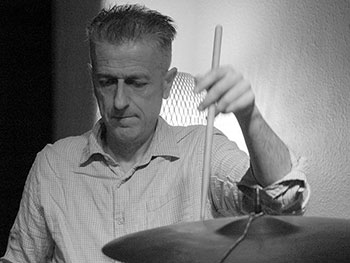
Steve Noble bei einem Auftritt in Aarhus 2014

- Binker Golding, John Edwards, Steve Noble – Moon Day (BYR030)[1]

1. One Giant Step, Parts i-iv 23:52
2. Reflection 5:15
3. Lunar Wind 15:42
4. For S.K. 20:21
5. One Giant Step, Part iii (Laika's Short Orbit Edit) 5:44
6. For S.K. (Stage H Edit) 2:24

Alle Kompositionen stammen von Binker Golding, John Edwards und Steve Noble.

## Rezeption
Dave Sumner zählte das Album in Bandcamp zu den besten Neuveröffentlichungen des Monats und schrieb, Golding, Edwards und Noble würden hier nichts zurückhalten; das Trio sprühe Melodien wie leichtere Flüssigkeit und behandle die Rhythmen wie einen endlosen Vorrat an Streichhölzern. Die sei freie, ungezähmte Musik, die ihre Struktur nur offenbare, wenn sie durch die Linse der Entschlossenheit und des Willens betrachtet werde.

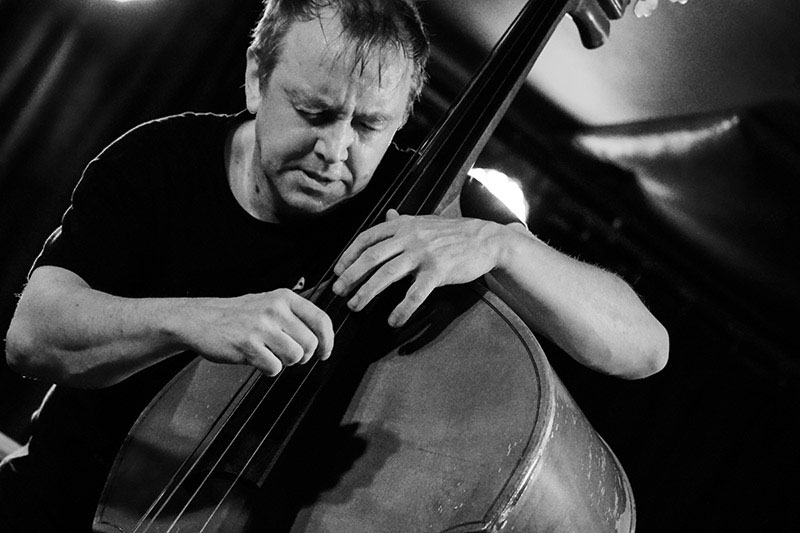
John Edwards in Aarhus, Dänemark 2018 bei einem Auftritt mit Julie Kjær und Steve Noble

Thom Jurek verlieh dem Album in Allmusic vier Sterne und schrieb, die Improvisationssessions seien von Natur aus intuitiv und eine kreativ fokussierte Interaktion unter drei erstklassigen Kommunikatoren. Moon Day habe sicherlich einen drängenden Charakter – die Umstände seines Aufnahmeprozesses hätten dies bedingt. Es sei aber auch vordringlich und definitiv nachklingend. Diese Musiker kommunizieren mit einer Palette, die besage, dass Großzügigkeit ebenso wichtig sei wie Können und Intuition. Dies sei Free Jazz, der alles berücksichtige und das Relevante zu einem multivalenten Ausdruck von Einheit und vollendeter Kreativität forme.
Nigel Jarrett schrieb im Jazz Journal, es sei über 60 Jahre her, dass Ornette Coleman seine Version der kommenden Form des Jazz vorstellte und John Coltrane mit seinem Auftritt in Walthamstow auf einer von Norman Granz organisierten Tour im Jahr 1961 spielte. Die frei improvisierte Erinnerung des Saxophonisten Evan Parker an dieses Ereignis in einem Trio mit dem Bassisten John Edwards und dem Gitarristen John Russell von 2017 wurde auf Walthamstow Moon (’61 revisited) veröffentlicht. John Edwards, der auf Binker Goldings neuem Album spielt, sei daher die Verbindung zur Vergangenheit. Coleman habe „ein Tor zu ungewissem Gelände geöffnet, wo sich noch immer umkämpfte Fahnenträger behaupten. Einige der Standards sind zerfetzt, flattern aber immer noch.“ Die Kreationen und Interaktionen der Trio-Mitglieder seien unterschiedlich eruptiv, kooperativ und [gleichzeitig] konkurrierend, wobei Golding auf seinen Streifzügen auf dem Tenor- und Sopransaxophon in den Kosmos aufsteige und reibungslose Wiedereintritte ermögliche.